# Евініар (тропічний шторм, 2018)
Тропічний шторм Евініар — слабкий тропічний циклон, що вирував над Південнокитайським узбережжям та південним Китаєм. Сформувався як тропічна депресія 2 червня 2018 року біля Філіппін. Четвертий названий тропічний циклон у сезоні тихоокеанічних тайфунів 2018 року. Мав найнижчий атмосферний тиск у 998 мбар (748 мм рт. ст.) та максимальну швидкість постійного вітру (за 10 хвилин) до 75 км/год. Розсіявся 13 лютого біля Тайваню.
Циклон приніс до південнокитайських провінцій сильні зливи, паводки та зсуви. Загалом від Евініар загинуло 15 осіб та завдано збитків на суму понад US$573 млн.
Міжнародний ідентифікатор: 1804; JTWC: WP052018.

## Метеорологічної історії
31 травня Об'єднаний центр попередження про тайфуни (JTWC) почав відстежувати тропічні збурення, що утворилося приблизно у 86 км на північний схід від Пуерто-Принсеса, Палаван. Система знаходилась у дуже сприятливому середовищі з відносно низьким зсувом вітру між 5 та 10 вузлами та температурою поверхні моря понад 31 °C. Уже на наступний день JTWC повідомив про формування тропічного циклону. 2 червня о 0:00 UTC JMA класифікував систему як тропічну депресію з 10-хвилинними стійким вітром близько 55 км/год. Через дев'ять годин Дев'ять годин JTWC дав ідентифікатор 05W. Конвекція була обмежена, тому що оберталась у системі лише в центрі з низьким рівнем циркуляції. 3 червня 05W потрапила в несприятливе середовище з помірним та високим зсувом вітру, попри теплу температуру поверхні моря. У зв'язку з цим глибока конвекція була відрізана від центра, спричинивши експонування та подовження центру з низьким рівнем циркуляції.
До 5 червня 05W залишалася слабкою тропічною депресією через постійного високий зсув. Система реорганізовується з поглибленою конвекцією, коли зсув був понижений. Система продовжувала розвиватися і вже о 21:00 UTC перетворюється на тропічний шторм, за даними JTWC. 6 червня о 00:00 UTC вже JMA іменує систему як тропічний шторм Евініар, який стає четвертим названим у даному сезоні. Того ж для, супутникові знімки показали зростання центральної щільності хмарного покриву, яке замасковувало око циклону. За даними JTWC, о 9:00 UTC того ж дня глибока конвекція трохи послабилась. 7 червня о 6:00 UTC JMA проінформував, що Евініар досяг пікової інтенсивності з 10-хвилинними тривалими вітрами в 75 км/год та мінімальним атмосферним тиск у 998 мбар. Того ж дня JTWC повідомив, що конвекція посилилась, а шторм має 1-хвилинну постійну швидкість вітру в 65 км/год. Наблизившись до узбережжя Південного Китаю, шторм почав слабшати, і повністю розсіявся 13 червня над островом Тайвань.

## Підготовка та наслідки
6 червня кількість опадів на острові Хайнань у середньому становила близько 100—200 мм, у деяких регіонах — до 300 мм. 7 червня о 4:00 UTC Гонконзька обсерваторія (HKO) видала «Сигнал тайфуна № 3», попереджаючи про постійні вітри зі швидкістю між 41-62 км/год. Більшість пляжів південнокитайського узбережжя були закриті. Департамент освіти (EDB) оголосив про закриття навчальних закладів на добу.